# Јусуф ибн Ташфин
Јусуф ибн Ташфин (арап. يوسف بن تاشفين; 1009 — Маракеш, 2. септембар 1106) био је алморавидски генерал, касније емир (1061—1106). У почетку је владао заједно са својим рођаком Абу Бакром, а од 1087. године сам. Током његове владавине држава Алморавида достиже врхунац и обухвата територије данашњег Марока, Западне Сахаре, западне половине Алжира, север Мауританије и Ал Андалуз. Битком код Саграхаса 1086. године нанео је тежак пораз хришћанима и зауставио Реконкисту за дужи временски период. Оснивач је града Маракеша.

## Порекло и место савладара
Јусуф је рођен 1009. године као син Ташфина из племена Ламтуна. У том тренутку држава Алморавида још увек није постојала, а берберско племе Ламтуна од којих они потичу је лутало Сахаром и није било нарочито привржено исламу. Око 1050. године Алморавиди су израсли у фанатичне муслимане који су активно ширили своју власт северозападном Африком. Јусуф ступа на сцену као средовечан човек, тек 1061. године, када га је његов брат од стрица, алморавидски емир Абу Бакр ибн Омар, прогласио за савладара. Том приликом Јусуф је понео и титулу „Амир ел Муслимин” (Принц муслимана).
Као савладар је освојио територије Мауританије, Западне Сахаре и Марока, оснивајући град Маракеш 1062. године као нову престоницу Алморавида. У Маракешу је основао и главну џамију за целу државу. Како је показивао велике војне и административне вештине, иако никад није течно научио арапски, Абу Бакр је Јусуфу временом поверавао све већу власт. На крају је првом емиру остала ефективна власт само над Сахаром и деловима Марока. Када је покушао да сву власт врати у своје руке, није успео, јер је Јусуф постао сувише моћан, па се вратио у Сахару. Јусуф је у наредним годинама наставио да шири алморавидску власт. Освојио је западни Алжир до Орана и 1080. године основао град Тлемсен.

## Долазак у Ал Андалуз
У међувремену, таифе настале распадом Кордопског калифата трпеле су тешке поразе од хришћана. Пад Толеда 1085. године изазвао је велику панику међу муслиманима Ал Андалуза. Предвођени севиљским владарем Абадом III, они су потражили помоћ од Алморавида, иако су са готово истим страхом и неповерењем гледали према њима, сматрајући их варварима. Јусуф је одговорио на позив у помоћ и 1086. године искрцао се у Алхесирасу са великом војском. Одлучујућа битка одиграла се 23. октобра у близини Бадахоза, на месту познатом као Залака код муслимана и Саграхас код хришћана. Хришћанска војска је била потпуно поражена, а краљ Алфонсо VI од Леона и Кастиље рањен. Земља је била толико крвава је један хроничар записао да није било места да се стане од лешева и крви.
Јусуф је ову победу делом дуговао војним бубњевима. Сматра се или да је плашио своје непријатеље буком изазваном бубњевима или да се користио комуникацијом помоћу звука бубњева. Наиме, његови војници вероватно су били у стању да усмеравају кретање својих трупа на даљину или да им шаљу информације преко једног од система бубњарских сигнала који су били веома развијени у различитим деловима Африке. На тај начин Алморавиди су користили облик тактике који није био познат Шпанцима.
Овом победом Јусуф је у потпуности променио однос снага на Пиринејском полуострву. Реконкиста је била заустављена и муслимани су прешли у напад, изазивајући велики страх код хришћана. Краљ Алфонсо је, ипак, уз помоћ Ел Сида, успео да задржи стабилну границу на југу својих краљевина. Забринути сад да сачувају своју независност од Алморавида, владари Ал Андалуза су успели да убеде Ибн Ташфина да им обећа да ће се вратити у Африку пошто победи хришћане. Он се, по постигнутој победи, заиста и вратио у Африку. Тамо је 1087. године преузео пуну власт над Алморавидима, после погибије Абу Бакра.

## Освајање Ал Андалуза
Пошто је учврстио своју власт над читавом државом, Јусуф се 1090. године вратио у Европу, одбацивши обећање дато владарима Ал Андалуза. Почевши од Алхесираса, вођа Алморавида заузео је редом Гранаду, па Севиљу и Кордобу 1091. године. Затим је пао Аледо 1092. и на крају Бадахоз 1094. године. Таифе Ал Андалуза уништене су и, после више од пола века, готово читав тај простор нашао се под влашћу једне муслиманске земље. Алморавидима је ова освајања додатно олакшало незадовољство становништва локалним владарима, који су их оптерећивали превеликим порезима. Такође, велики ауторитети у муслиманском свету, Фатимидски калифат и Селџучко царство, поздравили су ова освајања. Издали су и фетву да Јусуф има морално и верско право да свргне владаре Ал Андалуза, који су често звали хришћане у своје међусобне ратове и чак усвојили њихове обичаје. Међутим, по покоравању таифа Алморавидска држава више није имала снаге да потисне хришћанске државе даље ка северу.

## Борбе око Валенсије
Користећи антипатију између таифа и Алморавида, Ел Сид почетком 1092. године организовао коалицију у коју су, поред њега, ушли таифа Сарагоса и Санчо Рамирез, краљ Арагона и Наваре. Циљ коалиције била одбрана источног дела Ал Андалуза од Алморавида. Убрзо су се умешали у сукобе у таифи Валенсији, чијег је владара убила фракција наклоњена Алморавидима. Ел Сид је почетком 1093. године освојио околину Валенсије, да би му се у јулу покорио и сам град. Јусуф није могао да прихвати губитак тако важног града, па је послао војску ка њему. Алморавиди су дошли у околину града тек у новембру, али су их велике кише и Сидов углед, услед којих је њихова војска почела да се осипа, приморали на повлачење. Међутим, Валенсија је убрзо одбацила Ел Сидову власт, па ју је овај поново опсео и коначно заузео у мају 1094. године уз покољ над својим непријатељима. Освајање Валенсије доживљено је као велика победа међу хришћанима Шпаније, који нису постигли никакав успех још од доласка Алморавида у Европу.
Убрзо је уследио контранапад Алморавида. Јусуф је против Ел Сидове Валенсије послао војску од наводно 150.000 коњаника и 3.000 пешака на челу са својим нећаком Мухамедом. Иако су, услед распада коалиције коју је био основао 1092. године, његове снаге биле малобројне, Ел Сид је успео да разбије опсаду Валенсије и стекне велики плен. Алморавиди су ускоро поново напали Валенсију, али је град спасао Педро I, краљ Арагона и Наваре.

## Заповедник муслимана
Након пријатељског дописивања са абасидским калифом у Багдаду, чију је власт формално признавао и кога је називао Заповедником правоверних, Јусуф је 1097. године од истог добио титулу Заповедника муслимана. До те године алморавидски емир је већ освојио скоро све земље које су некада припадале Кордопском калифату и његово муслиманско царство заузимало је простор северозападне Африке и јужне Шпаније. Пошто је покорио муслимане, Јусуф је напао хришћане. Његова војска је напала Толедо и нанела краљу Алфонсу и тежак пораз код Консуегре. У бици су нарочито страдале помоћне трупе које је послао Ел Сид, чији се син Родриго нашао међу погинулима. Међутим, Толедо није пао.
Године 1098. Ел Сид је заузео тврђаву Мурвиедро, обезбедивши се на тај начин од алморавидских изненадних напада. После његове смрти у јулу 1099. године, Алморавиди су одмах напали Валенсију. Опсели су град у другој половини 1101. године, али га је на кратко спасила интервенција краља Алфонса. Међутим, Алфонсо је у мају 1102. године био приморан да се повуче, поневши са собом благо Ел Сида и спаливши град. Тако Алморавидима освајање града није много тога донело.
Године 1104. на престо Арагона и Наваре дошао је Алфонсо I, који је одмах наступио агресивно против Алморавида. Војске Леона и Кастиље пратиле су ову офанзиву и упале су дубоко на алморавидску територију. Јусуф, савладан годинама и физичком немоћи, није реаговао. У међувремену, Алморавиди су освојили Балеарска острва.

## Смрт и наследство
Јусуф ибн Ташфин је умро 2. септембра 1106. године. У тренутку смрти имао је готово сто година. Сахрањен је у џамији у Маракешу. На престолу га је наследио син Али.